# 11 Past the Hour
11 Past the Hour è il sesto album in studio della cantante irlandese Imelda May, pubblicato nel 2021.

## Tracce
1. 11 Past the Hour – 3:59
2. Breathe – 3:24
3. Made to Love (feat. Ronnie Wood, Gina Martin & Shola Mos-Shogbamimu) – 3:25
4. Different Kinds of Love – 3:01
5. Diamonds – 2:59
6. Don't Let Me Stand on My Own (feat. Niall McNamee) – 3:37
7. What We Did in the Dark (feat. Miles Kane) – 3:33
8. Can't Say – 3:47
9. Just One Kiss (feat. Ronnie Wood) (con Noel Gallagher) – 3:22
10. Solace – 3:35
11. Never Look Back – 3:27